# 生駒十三峠の十三塚

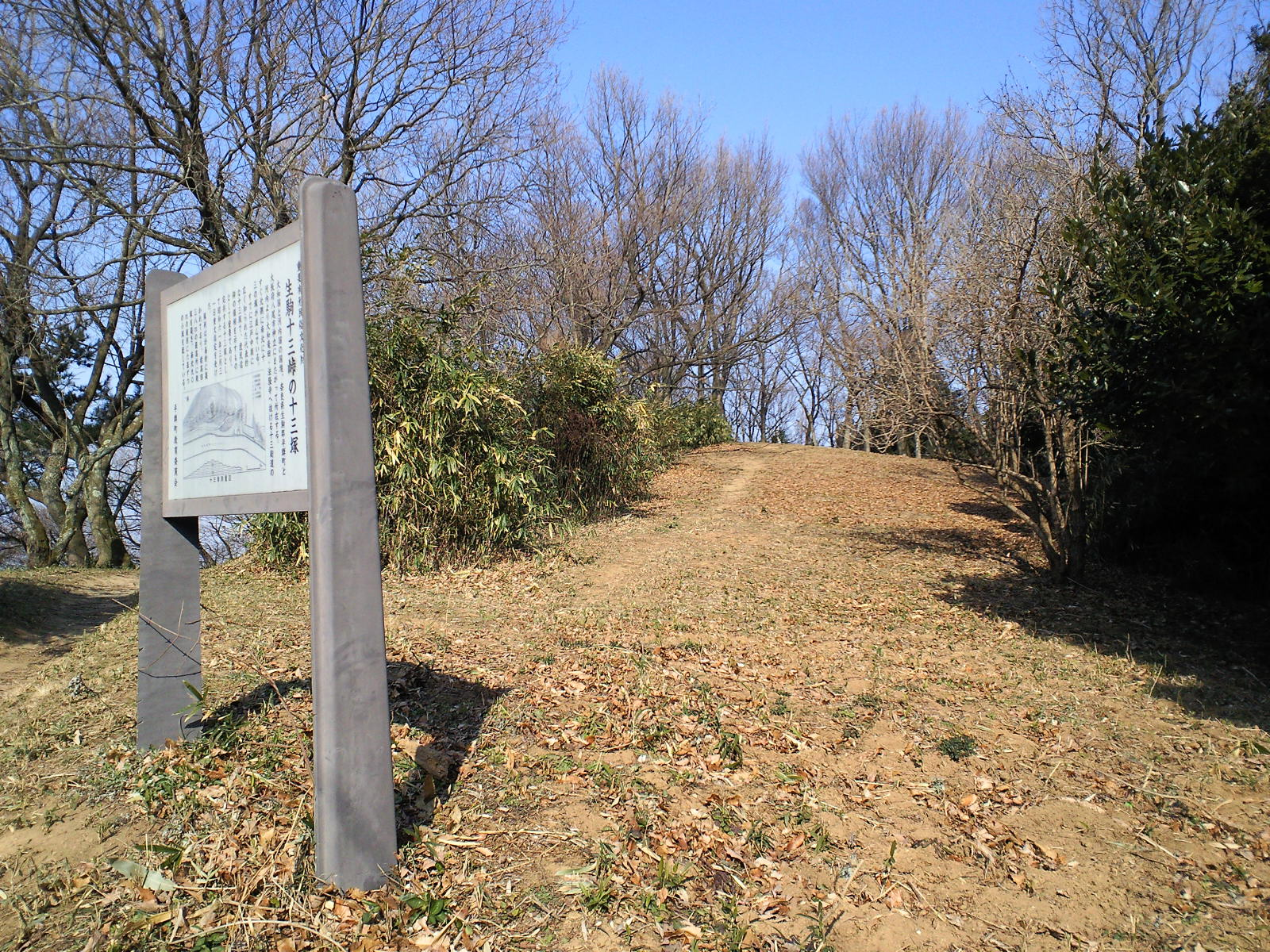
十三塚の南側から王塚方向を撮影

生駒十三峠の十三塚（いこまじゅうさんとうげのじゅうさんづか）は、奈良県生駒郡平群町の十三峠近くにある十三塚。日本国内において完存する十三塚としては貴重な存在であり、国の重要有形民俗文化財の指定を受けている。

## 概要
十三峠のやや北、信貴生駒スカイライン（大阪府八尾市と奈良県生駒郡平群町の府県境）の東に位置する。
直径約6m、高さ約1mの王塚を中心に南へ約45m、北へ約42mの範囲に各6基の子塚（直径約4〜5m、高さ約0.4〜0.8m）が156度のやや逆くの字に曲がって配置されている。王塚が最高地点であり南北に低く、高低差は約6mとなっている。王塚の南西傍らに四角柱の十三塚標石（高さ128cm、幅23cm、奥行き13.5cm）があり、1850年（嘉永3年）に立てられたものである。
構築時期は明らかでなく、『河内鑑名所記』に記載されていることからも室町時代にさかのぼると考えられている。1933年（昭和8年）に王塚と南側の子塚が発掘調査され、古銭や土器小片が出土したが埋納施設や遺物は確認されなかった。1982年（昭和57年）から翌年にかけて「高安城を探る会」が「平群史跡を守る会」などと合同で調査・測量を行い、『河内十三塚調査報告書』としてまとめられた。
1986年（昭和61年）3月31日に国の重要有形民俗文化財に指定され、現在は平群町教育委員会が管理している。

## 所在地
- 奈良県生駒郡平群町福貴畑

## 参考資料
- 高安城を探る会 『河内十三塚調査報告書』（1983年）